# Biblioteca nazionale Sagarriga Visconti-Volpi
La biblioteca nazionale Sagarriga Visconti-Volpi è una biblioteca nazionale italiana di Bari.
Venne creata nel 1875 e fu aperta al pubblico nel 1877, a partire dal nucleo documentale donato il 5 aprile 1865 dal senatore Girolamo Sagarriga Visconti-Volpi per essere la biblioteca civica del comune di Bari. Venne gestita da un consorzio formato dal comune di Bari e dalla provincia di Terra di Bari dal 1884 al 1958, quando divenne di proprietà statale assumendo l'appellativo di "biblioteca nazionale".
Dal 1992 la biblioteca aderisce al Servizio bibliotecario nazionale.
Offre diversi servizi: consultazione dei documenti conservati; lettura in tre sale di studio fornite di enciclopedie, repertori, trattati generali delle varie discipline, cataloghi di biblioteche italiane e straniere; servizio informazioni; servizio distribuzione; prestito libri; possibilità di effettuare fotocopie; accesso a internet; consultazione di cataloghi on-line, banche dati su cd-rom e in condivisione locale; lettura di fondi digitalizzati; la biblioteca è dotata di postazioni attrezzate per disabili; offre la possibilità di concedere spazi per convegni o conferenze; c'è la possibilità di effettuare visite guidate su prenotazione.

## Storia delle raccolte librarie

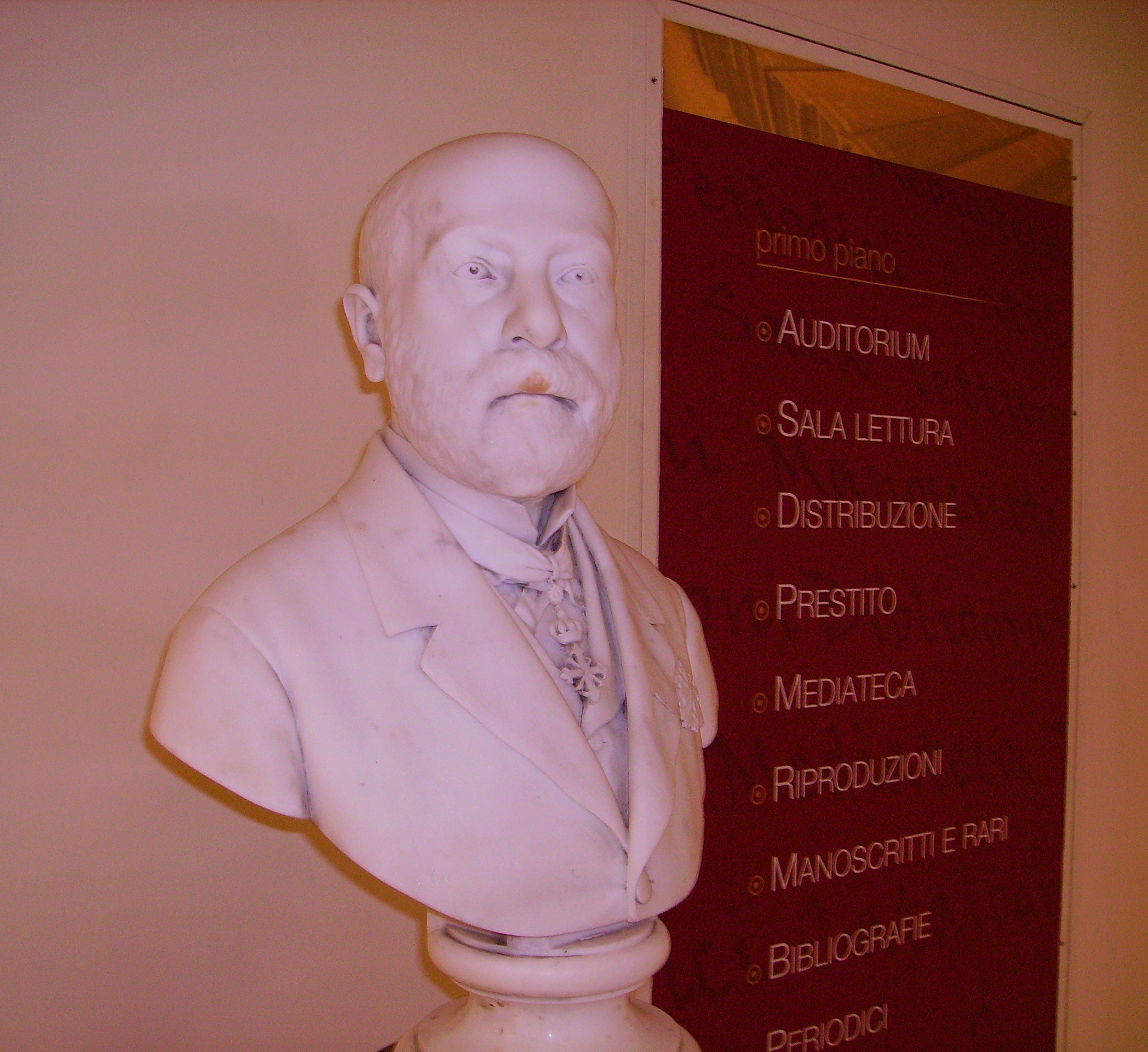
Busto di Girolamo Sagarriga Visconti-Volpi, conservato all'interno della Biblioteca nazionale

Il primo nucleo documentale della Biblioteca era formato da circa 2000 volumi e venne creato nel 1865 dal senatore barese Girolamo Sagarriga Visconti-Volpi, che donò al comune di Bari la propria collezione di libri con lo scopo di creare una biblioteca pubblica. Girolamo Sagarriga Visconti-Volpi donò alla biblioteca anche una rendita annua, che le permettesse l'acquisto di altri scritti.
A partire dal 1866, questo fondo iniziale si allargò rapidamente con l'apporto dei documenti provenienti dalle congregazioni religiose soppresse in quell'anno dallo stato italiano e da donazioni di famiglie della provincia di Terra di Bari.
Al momento dell'apertura al pubblico nel 1877, la biblioteca contava 8.500 opere in 14.000 volumi.
Questa formazione eterogenea per provenienza e la distanza temporale dalla creazione del primo fondo all'apertura della biblioteca hanno reso difficoltosa, nei primi tempi, la definizione di un criterio per l'archiviazione del materiale documentale.
Per disposizione di legge, dal 1906 la biblioteca riceve una copia di tutto ciò che viene stampato in provincia di Bari. Per questo motivo, e a causa dell'istituzione dell'Università, a partire dagli anni venti ebbe una rapida crescita, tanto da divenire la biblioteca più grande di Puglia.
Nel 1985 venne creato un fondo per la creazione dell'“Archivio regionale del libro”, finalizzato all'acquisizione dei libri editi in Puglia. Dal 2006 una nuova legge stabilì che dovesse essere dato alla biblioteca un esemplare di qualunque stampato prodotto in Puglia.
Conserva un patrimonio librario di circa 500.000 unità: 300.000 volumi di monografie; 55 incunaboli; 2.300 cinquecentine; 50.000 volumi antichi a stampa del XVII, XVIII secolo e della prima parte dell'Ottocento; 5000 periodici di cui 450 correnti; 460 manoscritti in volume; 16.400 manoscritti a carte sciolte variamente raccolte; pergamene del XIII e XVIII secolo; manoscritti musicali del XIX secolo; 818 caricature originali di Frate Menotti; epistolari di personaggi illustri di Terra di Bari come Tommaso Fiore, Giovanni Modugno e Nicola Di Cagno Politi; numerose allegazioni giuridiche manoscritte e a stampa; oltre 700 carte geografiche; 200 fotografie; 3.172 titoli di periodici storici e correnti. I fondi donati alla biblioteca da Giuseppe D'Addosio e Giuseppe De Ninno conservano documenti di storia locale.

## Sede

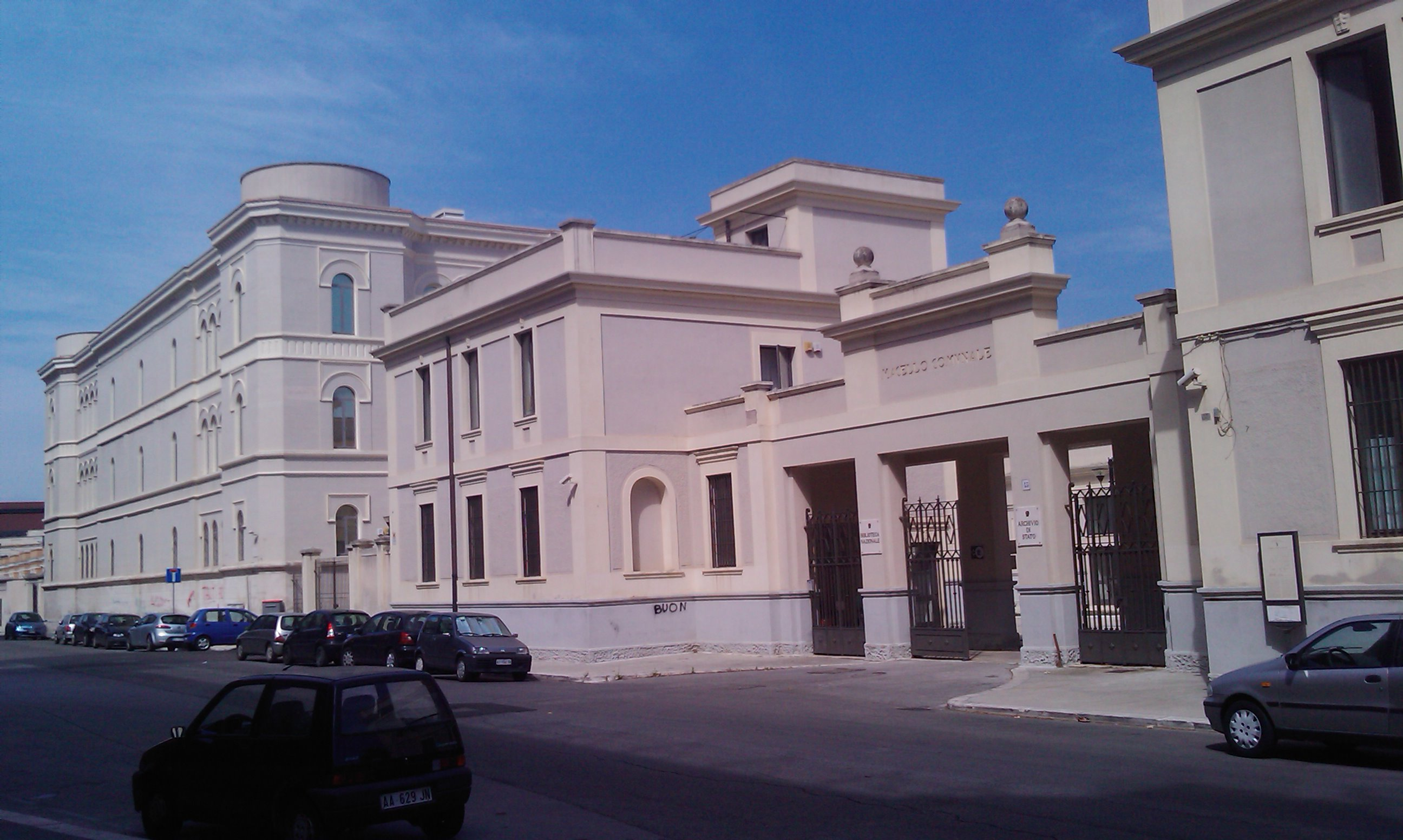
Prospetto dell'ex Macello comunale di Bari, dal 2006 sede della Biblioteca nazionale Sagarriga Visconti-Volpi e della “Cittadella della cultura”.

La prima sede della biblioteca fu nei pressi della basilica di San Nicola, in via Palazzo di Città. Nel 1895-1896 la collezione documentale venne spostata nel palazzo Ateneo, da poco costruito dall'architetto napoletano Giovanni Castelli con lo scopo di essere sede di un liceo e di altre scuole superiori e che dal 1925 è sede dell'Università degli Studi di Bari.
Nel luglio 2006 la Biblioteca nazionale Sagarriga Visconti-Volpi ha la propria sede in via Pietro Oreste 45, nella “Cittadella della cultura” di Bari dove stava il dismesso macello comunale. Questi trasferimenti e gli eventi bellici del XX secolo hanno provocato alcune lacune nell'archivio storico della biblioteca, dove sono annotati le varie acquisizioni di documenti.
Insieme all'archivio di Stato, a spazi per esposizioni ed incontri e ad un auditorium da 200 posti, la "Cittadella della cultura" sorge nell'ex-Centro annonario di Bari (un vasto complesso industriale risalente agli anni '20), nei locali dell'ex Macello, mercato ittico e frigorifero che sono stati oggetto di lavori di restauro e ristrutturazione.
La biblioteca si sviluppa nei due edifici del frigorifero municipale e del mercato ittico per una superficie di circa 11.500 metri quadri.
Nelle sale di lettura si sviluppano circa duemila metri lineari di scaffalatura liberamente consultabili dal pubblico e altri mille metri lineari di scaffalatura sono presenti nei depositi destinati ai manoscritti e ai materiali rari; nei magazzini librari del piano terra e del piano ammezzato, invece, è stato allestito un impianto di scaffalatura compatta a movimentazione elettrica che sviluppa una estensione di circa 18.000 metri.
La "Cittadella della cultura" è considerata esempio di riqualificazione urbana in un quartiere periferico della città, ma si inserisce in un quartiere che presenta tuttora difficoltà e necessità di ulteriori interventi di riqualificazione e che si trova molto distante dal centro cittadino e dalle sedi dell'Università degli Studi e del Politecnico di Bari.

## Iniziative culturali
La biblioteca è parte integrante della “Cittadella della cultura” di Bari, sede di convegni, mostre, concerti e incontri multidisciplinari.
Ad aprile e maggio 2012, in ricordo del centenario della morte di Giovanni Pascoli, si è tenuta nei locali della biblioteca una mostra di alcune opere del poeta romagnolo e di alcune opere di critica letteraria. Le opere esposte appartengono a quelle custodite nella biblioteca e si distinguono per pregio e rarità delle edizioni. La maggior parte di questi scritti provengono dal "fondo Vittorio Fiorini" (morto nel 1925), donati alla biblioteca dal Ministero della Pubblica Istruzione nel 1929.